# Чемпионат мира по фехтованию 2023
Чемпионат мира по фехтованию 2023 года прошёл в Милане, Италия, с 22 по 30 июля под эгидой Международной федерации фехтования. На турнире было разыграно 12 комплектов наград: в индивидуальном и командном первенствах по фехтованию на шпагах, рапирах и саблях среди мужчин и женщин.

## Расписание[2]
| ● | Церемония открытия | ● | Квалификация | ● | Финалы | ● | Церемония закрытия |

| Июль                  | Июль                  | 22      | 23      | 24      | 25      | 26      | 27      | 28      | 29      | 30      | В итоге: |
| --------------------- | --------------------- | ------- | ------- | ------- | ------- | ------- | ------- | ------- | ------- | ------- | -------- |
| Церемонии             | Церемонии             |         |         |         | ●       |         |         |         |         | ●       |          |
| Индивидуальная рапира | Индивидуальная рапира |         | Женщины | Мужчины |         | Женщины | Мужчины |         |         |         | 2        |
| Индивидуальная шпага  | Индивидуальная шпага  | Женщины | Мужчины |         | Женщины | Мужчины |         |         |         |         | 2        |
| Индивидуальная сабля  | Индивидуальная сабля  | Мужчины |         | Женщины | Мужчины |         | Женщины |         |         |         | 2        |
| Командная рапира      | Командная рапира      |         |         |         |         |         |         |         | Женщины | Мужчины | 2        |
| Командная шпага       | Командная шпага       |         |         |         |         |         |         | Женщины | Мужчины |         | 2        |
| Командная сабля       | Командная сабля       |         |         |         |         |         |         | Мужчины |         | Женщины | 2        |
| В итоге:              | В итоге:              | 0       | 0       | 0       | 2       | 2       | 2       | 2       | 2       | 2       | 12       |

## Призёры

### Мужчины
| Дисциплина            | Золото                                                                             | Серебро                                                                  | Бронза                                                                        |
| --------------------- | ---------------------------------------------------------------------------------- | ------------------------------------------------------------------------ | ----------------------------------------------------------------------------- |
| Индивидуальная шпага  | Мате Тамаш Кох                                                                     | Давиде Ди Вероли                                                         | Ромен Каннон Руслан Курбанов                                                  |
| Командная шпага       | Италия · Габриеле Чимини · Андреа Сантарелли · Давиде Ди Вероли · Федерико Висмара | Франция · Александр Бардене · Гаэтан Билла · Янник Борель · Ромен Каннон | Венесуэла · Франсиско Лимардо · Хесус Лимардо · Рубен Лимардо · Габриель Луго |
| Индивидуальная рапира | Томмазо Марини                                                                     | Ник Иткин                                                                | Кёсукэ Мацуяма Энцо Лефор                                                     |
| Командная рапира      | Япония · Кадзуки Иймура · Кёсукэ Мацуяма · Такахиро Сикинэ · Кэнта Судзумура       | Китай · Чэнь Хайвэй · Мо Цзивэй · У Бинь · Сю Джие                       | Гонконг · Чён Ка-Лонг · Райан Чой · Леунг Чи Ю · Ян Чи Ка                     |
| Индивидуальная сабля  | Эли Дершвиц                                                                        | Сандро Базадзе                                                           | Зияд Эль-Сисси Арон Силадьи                                                   |
| Командная сабля       | Венгрия · Тамаш Дечи · Чанад Гемеши · Андраш Сатмари · Арон Силадьи                | Республика Корея · Ку Бон Гиль · Ха Хан Соль · Ким Джун Хо · О Сан Ук    | США · Эли Дершвиц · Эндрю Доддо · Колин Хиткок · Митчелл Сарон                |

### Женщины
| Дисциплина            | Золото                                                                                                | Серебро                                                                         | Бронза                                                               |
| --------------------- | --- | ------------------------------------------------------------------------------- | -------------------------------------------------------------------- |
| Индивидуальная шпага  | Мари-Флоранс Кандассами                                                                               | Альберта Сантуччо                                                               | Мара Наваррия Сунь Ивэнь                                             |
| Командная шпага       | Польша · Рената Кнапик-Мязга · Магдалена Павловская · Мартина Сватовская-Венгларчик · Ева Тжебиньская | Италия · Росселла Фьяминго · Федерика Изола · Мара Наваррия · Альберта Сантуччо | Республика Корея · Чхве Ин Джон · Кан Йон Ми · Ли Хе Ин · Сон Се Ра  |
| Индивидуальная рапира | Аличе Вольпи                                                                                          | Арианна Эрриго                                                                  | Мартина Фаваретто Ли Кифер                                           |
| Командная рапира      | Италия · Арианна Эрриго · Мартина Фаваретто · Франческа Палумбо · Аличе Вольпи                        | Франция · Солен Бютрюй · Морган Патрю · Полин Ранвье · Изаора Тибюс             | Япония · Сера Азума · Комаки Кикучи · Карин Мияваки · Юка Уено       |
| Индивидуальная сабля  | Мисаки Эмура                                                                                          | Деспина Георгиаду                                                               | Теодора Гунтура Йоана Илиева                                         |
| Командная сабля       | Венгрия · Шугар Катинка Баттаи · Анна Мартон · Лиза Пустаи · Лука Суч                                 | Франция · Манон Брюне · Сара Бальцер · Каролин Кероли · Марго Рифкисс           | Республика Корея · Джон Юн Хю · Джон Ха Ён · Чхой Сэ Бин · Юн Джи Су |

## Медальный зачёт
*   Принимающая страна (Италия)
| Место           | Страна           | Золото | Серебро | Бронза | Всего |
| --------------- | ---------------- | ------ | ------- | ------ | ----- |
| 1               | Италия*          | 4      | 4       | 2      | 10    |
| 2               | Венгрия          | 3      | 0       | 1      | 4     |
| 3               | Япония           | 2      | 0       | 2      | 4     |
| 4               | Франция          | 1      | 3       | 2      | 6     |
| 5               | США              | 1      | 1       | 2      | 4     |
| 6               | Польша           | 1      | 0       | 0      | 1     |
| 7               | Республика Корея | 0      | 1       | 2      | 3     |
| 8               | Греция           | 0      | 1       | 1      | 2     |
| 8               | Китай            | 0      | 1       | 1      | 2     |
| 10              | Грузия           | 0      | 1       | 0      | 1     |
| 11              | Болгария         | 0      | 0       | 1      | 1     |
| 11              | Венесуэла        | 0      | 0       | 1      | 1     |
| 11              | Гонконг          | 0      | 0       | 1      | 1     |
| 11              | Египет           | 0      | 0       | 1      | 1     |
| 11              | Казахстан        | 0      | 0       | 1      | 1     |
| Всего стран: 15 | Всего стран: 15  | 12     | 12      | 18     | 42    |